# Gran Premio motociclistico del Qatar 2019
Il Gran Premio motociclistico del Qatar 2019 si è svolto il 10 marzo presso il circuito di Losail ed è stato la prima prova del Motomondiale 2019. La sedicesima edizione della storia di questo GP ha visto la vittoria di Kaito Toba in Moto3, Lorenzo Baldassarri in Moto2 e Andrea Dovizioso in MotoGP. Per Toba si tratta della prima vittoria nel contesto del motomondiale, che corrisponde alla prima vittoria di un pilota giapponese nella classe Moto3.

## MotoGP

### Arrivati al traguardo
| Pos. | Nº | Pilota            | Squadra                     | Motocicletta       | Giri | Tempo     | Griglia | Punti |
| ---- | -- | ----------------- | --------------------------- | ------------------ | ---- | --------- | ------- | ----- |
| 1º   | 4  | Andrea Dovizioso  | Mission Winnow Ducati       | Ducati Desmosedici | 22   | 42'36.902 | 2º      | 25    |
| 2º   | 93 | Marc Márquez      | Repsol Honda                | Honda RC213V       | 22   | +0.023    | 3º      | 20    |
| 3º   | 35 | Cal Crutchlow     | LCR Honda Castrol           | Honda RC213V       | 22   | +0.320    | 6º      | 16    |
| 4º   | 42 | Álex Rins         | Suzuki Ecstar               | Suzuki GSX-RR      | 22   | +0.457    | 10º     | 13    |
| 5º   | 46 | Valentino Rossi   | Monster Energy Yamaha       | Yamaha YZR-M1      | 22   | +0.600    | 14º     | 11    |
| 6º   | 9  | Danilo Petrucci   | Mission Winnow Ducati       | Ducati Desmosedici | 22   | +2.320    | 7º      | 10    |
| 7º   | 12 | Maverick Viñales  | Monster Energy Yamaha       | Yamaha YZR-M1      | 22   | +2.481    | 1º      | 9     |
| 8º   | 36 | Joan Mir          | Suzuki Ecstar               | Suzuki GSX-RR      | 22   | +5.088    | 11º     | 8     |
| 9º   | 30 | Takaaki Nakagami  | LCR Honda Idemitsu          | Honda RC213V       | 22   | +7.406    | 9º      | 7     |
| 10º  | 41 | Aleix Espargaró   | Aprilia Racing Team Gresini | Aprilia RS-GP      | 22   | +9.636    | 12º     | 6     |
| 11º  | 21 | Franco Morbidelli | Petronas Yamaha SRT         | Yamaha YZR-M1      | 22   | +9.647    | 8º      | 5     |
| 12º  | 44 | Pol Espargaró     | Red Bull KTM Factory Racing | KTM RC16           | 22   | +12.774   | 16º     | 4     |
| 13º  | 99 | Jorge Lorenzo     | Repsol Honda                | Honda RC213V       | 22   | +14.307   | 15º     | 3     |
| 14º  | 29 | Andrea Iannone    | Aprilia Racing Team Gresini | Aprilia RS-GP      | 22   | +14.349   | 19º     | 2     |
| 15º  | 5  | Johann Zarco      | Red Bull KTM Factory Racing | KTM RC16           | 22   | +15.093   | 21º     | 1     |
| 16º  | 20 | Fabio Quartararo  | Petronas Yamaha SRT         | Yamaha YZR-M1      | 22   | +15.905   | 5º      |       |
| 17º  | 88 | Miguel Oliveira   | Red Bull KTM Tech 3         | KTM RC16           | 22   | +16.377   | 17º     |       |
| 18º  | 17 | Karel Abraham     | Reale Avintia Racing        | Ducati Desmosedici | 22   | +22.972   | 20º     |       |
| 19º  | 53 | Esteve Rabat      | Reale Avintia Racing        | Ducati Desmosedici | 22   | +23.039   | 18º     |       |
| 20º  | 55 | Hafizh Syahrin    | Red Bull KTM Tech 3         | KTM RC16           | 22   | +43.242   | 22º     |       |

### Ritirati
| Nº | Pilota            | Squadra                | Motocicletta       | Giri | Griglia |
| -- | ----------------- | ---------------------- | ------------------ | ---- | ------- |
| 38 | Bradley Smith     | Aprilia Factory Racing | Aprilia RS-GP      | 20   | 23º     |
| 43 | Jack Miller       | Alma Pramac Racing     | Ducati Desmosedici | 12   | 4º      |
| 63 | Francesco Bagnaia | Alma Pramac Racing     | Ducati Desmosedici | 9    | 13º     |

## Moto2

### Arrivati al traguardo
| Pos. | Nº | Pilota                | Squadra                      | Motocicletta | Giri | Tempo     | Griglia | Punti |
| ---- | -- | --------------------- | ---------------------------- | ------------ | ---- | --------- | ------- | ----- |
| 1º   | 7  | Lorenzo Baldassarri   | Flexbox HP 40                | Kalex        | 20   | 39'56.109 | 3º      | 25    |
| 2º   | 12 | Thomas Lüthi          | Dynavolt Intact GP           | Kalex        | 20   | +0.026    | 7º      | 20    |
| 3º   | 23 | Marcel Schrötter      | Dynavolt Intact GP           | Kalex        | 20   | +2.123    | 1º      | 16    |
| 4º   | 87 | Remy Gardner          | Onexox TKKR SAG              | Kalex        | 20   | +2.125    | 5º      | 13    |
| 5º   | 40 | Augusto Fernández     | Flexbox HP 40                | Kalex        | 20   | +2.305    | 10º     | 11    |
| 6º   | 22 | Sam Lowes             | Federal Oil Gresini          | Kalex        | 20   | +3.334    | 6º      | 10    |
| 7º   | 73 | Álex Márquez          | EG 0,0 Marc VDS              | Kalex        | 20   | +5.018    | 9º      | 9     |
| 8º   | 10 | Luca Marini           | SKY Racing Team VR46         | Kalex        | 20   | +7.336    | 4º      | 8     |
| 9º   | 33 | Enea Bastianini       | Italtrans Racing             | Kalex        | 20   | +12.949   | 13º     | 7     |
| 10º  | 97 | Xavi Vierge           | EG 0,0 Marc VDS              | Kalex        | 20   | +13.865   | 2º      | 6     |
| 11º  | 21 | Fabio Di Giannantonio | +Ego Speed Up                | Speed Up     | 20   | +15.525   | 19º     | 5     |
| 12º  | 41 | Brad Binder           | Red Bull KTM Ajo             | KTM          | 20   | +16.591   | 8º      | 4     |
| 13º  | 5  | Andrea Locatelli      | Italtrans Racing             | Kalex        | 20   | +18.667   | 17º     | 3     |
| 14º  | 2  | Jesko Raffin          | NTS RW Racing GP             | NTS          | 20   | +18.916   | 20º     | 2     |
| 15º  | 88 | Jorge Martín          | Red Bull KTM Ajo             | KTM          | 20   | +22.771   | 11º     | 1     |
| 16º  | 64 | Bo Bendsneyder        | NTS RW Racing GP             | NTS          | 20   | +22.822   | 18º     |       |
| 17º  | 89 | Khairul Idham Pawi    | Petronas Sprinta Racing      | Kalex        | 20   | +23.978   | 21º     |       |
| 18º  | 77 | Dominique Aegerter    | MV Agusta Idealavoro Forward | MV Agusta F2 | 20   | +26.904   | 24º     |       |
| 19º  | 24 | Simone Corsi          | Tasca Racing                 | Kalex        | 20   | +27.030   | 22º     |       |
| 20º  | 62 | Stefano Manzi         | MV Agusta Idealavoro Forward | MV Agusta F2 | 20   | +40.274   | 26º     |       |
| 21º  | 3  | Lukas Tulovic         | Kiefer Racing                | KTM          | 20   | +43.003   | 25º     |       |
| 22º  | 16 | Joe Roberts           | American Racing KTM          | KTM          | 20   | +44.212   | 23º     |       |
| 23º  | 65 | Philipp Öttl          | Red Bull KTM Tech 3          | KTM          | 20   | +47.657   | 29º     |       |
| 24º  | 20 | Dimas Ekky Pratama    | Idemitsu Honda Team Asia     | Kalex        | 20   | +57.596   | 31º     |       |
| 25º  | 18 | Xavier Cardelús       | Sama Qatar Ángel Nieto Team  | KTM          | 20   | +1'18.749 | 32º     |       |
| 26º  | 72 | Marco Bezzecchi       | Red Bull KTM Tech 3          | KTM          | 20   | +1'35.817 | 28º     |       |

### Ritirati
| Nº | Pilota            | Squadra                     | Motocicletta | Giri | Griglia |
| -- | ----------------- | --------------------------- | ------------ | ---- | ------- |
| 45 | Tetsuta Nagashima | Onexox TKKR SAG             | Kalex        | 2    | 14º     |
| 96 | Jake Dixon        | Sama Qatar Ángel Nieto Team | KTM          | 2    | 30º     |
| 35 | Somkiat Chantra   | Idemitsu Honda Team Asia    | Kalex        | 1    | 27º     |
| 9  | Jorge Navarro     | +Ego Speed Up               | Speed Up     | 0    | 12º     |
| 11 | Nicolò Bulega     | SKY Racing Team VR46        | Kalex        | 0    | 15º     |
| 27 | Iker Lecuona      | American Racing KTM         | KTM          | 0    | 16º     |

## Moto3

### Arrivati al traguardo
| Pos. | Nº | Pilota              | Squadra                     | Motocicletta  | Giri | Tempo     | Griglia | Punti |
| ---- | -- | ------------------- | --------------------------- | ------------- | ---- | --------- | ------- | ----- |
| 1º   | 27 | Kaito Toba          | Honda Team Asia             | Honda NSF250R | 18   | 38'08.887 | 3º      | 25    |
| 2º   | 48 | Lorenzo Dalla Porta | Leopard Racing              | Honda NSF250R | 18   | +0.053    | 2º      | 20    |
| 3º   | 44 | Arón Canet          | Sterilgarda Max Racing Team | KTM RC 250 GP | 18   | +0.174    | 1º      | 16    |
| 4º   | 42 | Marcos Ramírez      | Leopard Racing              | Honda NSF250R | 18   | +0.505    | 20º     | 13    |
| 5º   | 13 | Celestino Vietti    | SKY Racing Team VR46        | KTM RC 250 GP | 18   | +0.584    | 8º      | 11    |
| 6º   | 75 | Albert Arenas       | Sama Qatar Ángel Nieto Team | KTM RC 250 GP | 18   | +0.818    | 6º      | 10    |
| 7º   | 25 | Raúl Fernández      | Sama Qatar Ángel Nieto Team | KTM RC 250 GP | 18   | +0.846    | 10º     | 9     |
| 8º   | 23 | Niccolò Antonelli   | SIC58 Squadra Corse         | Honda NSF250R | 18   | +0.850    | 5º      | 8     |
| 9º   | 55 | Romano Fenati       | Snipers Team                | Honda NSF250R | 18   | +0.890    | 11º     | 7     |
| 10º  | 84 | Jakub Kornfeil      | Redox PrüstelGP             | KTM RC 250 GP | 18   | +0.903    | 14º     | 6     |
| 11º  | 79 | Ai Ogura            | Honda Team Asia             | Honda NSF250R | 18   | +0.956    | 15º     | 5     |
| 12º  | 21 | Alonso López        | Estrella Galicia 0,0        | Honda NSF250R | 18   | +1.755    | 21º     | 4     |
| 13º  | 17 | John McPhee         | Petronas Sprinta Racing     | Honda NSF250R | 18   | +1.849    | 4º      | 3     |
| 14º  | 16 | Andrea Migno        | Bester Capital Dubai        | KTM RC 250 GP | 18   | +3.450    | 17º     | 2     |
| 15º  | 19 | Gabriel Rodrigo     | Kömmerling Gresini          | Honda NSF250R | 18   | +3.514    | 12º     | 1     |
| 16º  | 14 | Tony Arbolino       | Snipers Team                | Honda NSF250R | 18   | +4.201    | 7º      |       |
| 17º  | 77 | Vicente Pérez       | Reale Avintia Arizona 77    | KTM RC 250 GP | 18   | +4.267    | 9º      |       |
| 18º  | 61 | Can Öncü            | Red Bull KTM Ajo            | KTM RC 250 GP | 18   | +26.272   | 18º     |       |
| 19º  | 22 | Kazuki Masaki       | BOE Skull Rider Mugen Race  | KTM RC 250 GP | 18   | +31.779   | 13º     |       |
| 20º  | 6  | Ryusei Yamanaka     | Estrella Galicia 0,0        | Honda NSF250R | 18   | +31.820   | 25º     |       |
| 21º  | 12 | Filip Salač         | Redox PrüstelGP             | KTM RC 250 GP | 18   | +31.943   | 28º     |       |
| 22º  | 54 | Riccardo Rossi      | Kömmerling Gresini          | Honda NSF250R | 18   | +31.979   | 29º     |       |
| 23º  | 76 | Makar Yurchenko     | BOE Skull Rider Mugen Race  | KTM RC 250 GP | 18   | +1'23.259 | 23º     |       |
| 24º  | 69 | Tom Booth-Amos      | CIP Green Power             | KTM RC 250 GP | 15   | + 3 giri  | 26º     |       |

### Ritirati
| Nº | Pilota         | Squadra                 | Motocicletta  | Giri | Griglia |
| -- | -------------- | ----------------------- | ------------- | ---- | ------- |
| 24 | Tatsuki Suzuki | SIC58 Squadra Corse     | Honda NSF250R | 4    | 19º     |
| 7  | Dennis Foggia  | SKY Racing Team VR46    | KTM RC 250 GP | 4    | 16º     |
| 40 | Darryn Binder  | CIP Green Power         | KTM RC 250 GP | 1    | 24º     |
| 71 | Ayumu Sasaki   | Petronas Sprinta Racing | Honda NSF250R | 0    | 22º     |
| 5  | Jaume Masiá    | Bester Capital Dubai    | KTM RC 250 GP | 0    | 27º     |